# Stobrawa (województwo opolskie)
Stobrawa (niem. Stoberau) – wieś w Polsce położona w województwie opolskim, w powiecie opolskim, w gminie Popielów, nad rzeką Stobrawą, tuż przed jej ujściem do Odry. Biegnie tędy lokalna droga nr 457 (Opole-Brzeg) wzdłuż prawego brzegu Odry; wieś znajduje się ok. 35 km na północny zachód od Opola i 15 km na południowy wschód od Brzegu.
W latach 1975–1998 miejscowość położona była w województwie opolskim.

## Pierwsze wzmianki
Pierwsze wzmianki o miejscowości Stobrawa pochodzą z lat 1245, 1337 i 1357, podając nazwę wsi "Stobrow" lub "Stobrau". Nazwa pochodzi od wyrazu stobor lub steber, oznaczającego "słup". Rzeka Stobrawa, przed wybudowaniem kolei Wrocław-Opole w połowie XIX wieku służyła do spławiania drewna. Pomiędzy Stobrawą a sąsiednią wsią Nowe Kolnie nad Odrą w 1708 powstała karczma Schwinz, która podupadła w II połowie XIX wieku. Do dziś pozostała nazwa Odłogi, przysiółka Stobrawy (z niemiecka Ablage, od składu drewna spławianego Odrą przez flisaków, tzw. matackarzy), założonego w 1778. Stobrawa była kiedyś wsią rycerską. Jak podają źródła historyczne, należała ona kolejno do wielu rodzin: Baruth, Bees, Tschammer, Wanning, Bahil, Hollh, Dhorn. Badania archeologiczne wykazały ślady osadnictwa z okresu kultury łużyckiej i wczesnego średniowiecza (między innymi ceramika i wyroby z brązu znalezione w 1979 na terenie Rolniczej Spółdzielni Produkcyjnej Stobrawa, będącym przed wiekami dużym cmentarzyskiem z urnami). Eksponaty były wystawiane w Muzeum Piastów Śląskich w Brzegu.

## Mieszkańcy, szkoła
Według niemieckiego spisu ludności z 1890 wieś liczyła 127 domów i 1258 mieszkańców (w tym 59 katolików) oraz 904 ha ziemi. Dobra folwarczne tej wsi (po niemiecku Stoberau, Stobrow) obejmowały 24 domy, 227 mieszkańców i 4970 ha ziemi (w tym 4505 ha lasów). We wsi były dwie leśniczówki (tak jak dziś), tartak, cegielnia, fabryka pudełek do papierosów, kilka sklepów, barów, hotel, wielu rzemieślników (młynarz, fryzjer, kowal, masarz, piekarz). Po II wojnie światowej, w latach 1950–1970, liczba mieszkańców Stobrawy oscylowała między 500 a 600, a w 1989 było tu 526 osób (obecnie 489).
Jeszcze w 1939 mieszkało tutaj 1002 osób, w tym 188 dzieci szkolnych, których uczyło 4 nauczycieli w 5-klasowej szkole, w 3 pomieszczeniach. Według stanu z 30 VI 1946 w roku szkolnym 1945/46 w pełnej szkole siedmioklasowej w Stobrawie 3 nauczycieli uczyło 80 uczniów w 4 oddziałach (do szkoły dochodzili też uczniowie ze Starych Kolni). W roku szkolnym 1958/59 4 nauczycieli uczyło 99 uczniów w pełnej 7-klasowej szkole zbiorczej. 30 IX 1969 7 nauczycieli uczyło w 8-klasowej pełnej szkole zbiorczej 124 uczniów. Dla porównania w roku 1867 w Stobrawie uczyło się 198 uczniów. Budynek tutejszej szkoły podstawowej pochodzi z 1885 r., choć szkoła w Stobrawie istniała już w 1733 i mieściła się w drewnianym budynku, który kilkakrotnie trawiły pożary (największe w 1799 i 1897). Informacje te pochodzą od kronikarza Stobrawy, nauczyciela z XVIII w., Christiana Kleinerta.

## Kościół
W Stobrawie był drewniany kościół z początku wieku XV (1408). Kościół znajdował się w środku wsi, wśród drzew. Był często, podobnie jak cała wieś o zabudowie drewnianej, ofiarą pożarów (1683, 1799, 1813, 1878), ostatecznie spłonął w 1945. W Stobrawie zdarzały się też groźne powodzie (1736, 1769, 1826, 1854, 1903). Ostatni powodziowy kataklizm w lipcu 1997 też dotknął bardzo Stobrawę.
Pierwszym pastorem ewangelickim w Stobrawie był Karol Baier z Lipska w latach 1536–1568, a ostatnim od 1931 Kurt Martini. W rok po pożarze w 1683 odbudowano drewniany kościół. Miał on gontowy dach, a w 1692 otrzymał dwa dzwony, trzeci wielki dzwon założono w 1856 W latach 1702–1708 kościół przejęli katolicy. W 1710 otrzymał on drewnianą wieżę, a w 1756 zakupiono organy wykonane w Brzegu. Do 1834 pastor luterański z Kurzni co dwa tygodnie dojeżdżał do Stobrawy, by odprawiać msze po polsku i po niemiecku. Pierwszym samodzielnym pastorem w Stobrawie został Ernst Sigismund Wolf z Wrocławia (1834–1871). Na wieży kościoła zainstalowano zegar; w 1852 powstał nowy cmentarz o powierzchni 1 morgi, ponieważ dotychczasowy, przykościelny, był za mały. Wcześniej w 1845 wybrukowano otoczenie kościoła oraz poszerzono chór i prezbiterium. Mały przedsionek i kościół wyłożone były czerwonym kamieniem, zamykały go dwuskrzydłowe drzwi. Wewnątrz świątyni była ambona z końca XVII wieku i bogato zdobiony, złocony ołtarz wraz z wiszącą chrzcielnicą. W podziemiu kościoła były groby rycerskie i groby duchownych. Przed kościołem stał niegdyś pomnik ofiar wojny 1870–1871, w czasie której zginęło 60 mężczyzn ze Stobrawy. W 1924 kościół wraz z wieżą został odremontowany.
Po wojnie w latach 1966–1968 oraz 1990–1991 trwały remonty i przeróbki obecnego kościoła (budynku dawnej gospody obok nieistniejącego dziś kościoła), przy których dużo ofiarności i zaangażowania wykazała ludność wsi, a także pracujący wtedy proboszczowie, ksiądz Stanisław Łuczko i ksiądz Władysław Lasota. W dawnym przedwojennym budynku plebanii mieści się przedszkole, a do 2000 była jeszcze poczta, przy czym pierwszy urząd pocztowy w Stobrawie, przewożący przesyłki do Brzegu powstał już w 1839, a pierwszy telefon wieś otrzymała w 1887.

## PoII wojnie światowej
Po 1945 Stobrawa została zasiedlona przez ludność pochodzącą głównie z kresów wschodnich, po wysiedleniu stąd w 1946 ponad 500 autochtonów, głównie pochodzenia niemieckiego. W latach '50 wieś była siedzibą gromadzkiej rady narodowej, która połączyła się z radą narodową w Karłowicach (istniejącą do 1975, gdy utworzono gminę Popielów). Niemały wpływ na zmniejszenie się populacji Stobrawy w porównaniu z wiekiem XIX i I połową XX wieku miała decyzja podjęta jeszcze przed II wojną o budowie głównej drogi łączącej Wrocław i Opole wzdłuż lewego brzegu Odry (dziś jej odcinek z Brzegu do Opola nosi ona oznaczenie nr 4), w związku z czym prawobrzeżna trasa komunikacyjna nr 457 praktycznie straciła znaczenie.
Od utworzenia w 2000 roku Stobrawskiego Parku Krajobrazowego pojawiła się perspektywa dla wsi inwestowania nie tylko w rolnictwo, ale też w agroturystykę. Społeczność wsi bowiem starzeje się, młodzi jej mieszkańcy wyjeżdżają do miast szukając pracy w kraju i za granicą. Wiele domów w wyniku błędnej polityki powojennej rozebrano, zniszczono, ale obecnie wybudowano kilka nowych domów mieszkalnych. We wsi działają dwa prywatne sklepy (po 1997). W większości domów są telefony oraz wodociągi (zbudowane po powodzi w 1997). Wieś ma Ochotniczą Straż Pożarną, która istniała już z przerwami od 1845 roku.